# Diego Neria Lejárraga
Diego Neria Lejárraga (* ca. 1967 in Plasencia, Spanien) ist ein spanischer trans Mann, der am 24. Januar 2015 von Papst Franziskus in einer Privat-Audienz empfangen wurde. Er war damit der erste trans Mensch, der von einem Papst eingeladen und empfangen wurde.

## Leben
Diego Neria wurde als biologisch weibliches Kind geboren. Er stammt aus einer wohlsituierten, sehr gläubigen katholischen Familie, die eine enge Beziehung zur Kirche pflegte und einen eigenen Paso bei der Semana Santa von Plasencia hatte. Diego fühlte sich von klein auf als Junge. Jedes Jahr zu Weihnachten schrieb er einen Brief mit Wünschen an die Heiligen drei Könige, die jedoch nie erfüllt wurden, weil er immer nur Spielzeug für kleine Jungs haben wollte.
Als er in die Pubertät kam, wurde sein Leidensdruck immer größer. Er fühlte sich seinem Schicksal ausgeliefert in einem Körper, den er nicht akzeptieren konnte: „Mein Kerker war mein eigener Körper, weil er absolut nicht mit dem übereinstimmte, was meine Seele fühlte.“ Er versteckte seinen Körper so gut er konnte, ging im Sommer weder mit Freunden ins Schwimmbad, noch in den Swimmingpool seiner Eltern. Seinen Oberkörper verband er und trug nur Kleidungsstücke, die drei Größen zu groß waren, um die Teile seines Körpers zu bedecken, die er verabscheute.
Obwohl seine Eltern und seine Schwester von seiner Problematik und seinem Leidensdruck wussten, und laut Diego Neria eine liebevolle Atmosphäre in der Familie herrschte, bat seine Mutter ihn, keine geschlechtsangleichenden Maßnahmen zu unternehmen, solange sie lebt. Daher wartete er. In ihren letzten Lebensjahren kümmerte er sich um seine Mutter und kontaktierte ein Jahr nach ihrem Tod, im Alter von 40 Jahren einen plastischen Chirurgen, um seinen Körper umzuwandeln zu lassen.
Während seiner Transition lebte er auf halbem Wege zwischen Madrid und Plasencia; später kehrte er völlig verändert in seine Heimatstadt zurück. Er erlebte dort heftige soziale Ablehnung und Ausgrenzung, besonders in seiner Gemeinde, wo er als „unwürdig“ beschimpft wurde. Ein Priester nannte ihn „Tochter des Teufels“.
Diego Neria litt unter diesen Diskriminierungen und lebte sehr zurückgezogen. Eines Tages entschloss er sich, einen Brief an Papst Franziskus zu schreiben. Bei der Weiterleitung des Briefes war ihm der Bischof von Plasencia, Amadeo Rodríguez Magro, behilflich, bei dem er seit einiger Zeit Ermutigung und Unterstützung gefunden hatte.

## Audienz beim Papst
Am 8. Dezember 2014 erhielt Diego Neria Lejárraga einen Anruf von Papst Franziskus von einer anonymen Nummer. Er habe seinen Brief gelesen und dieser sei ihm sehr zu Herzen gegangen, und er wolle ihn sehen. Bei einem zweiten Anruf des Papstes vereinbarten sie ein Treffen am 24. Januar 2015 im Vatikan.
Das Treffen zwischen Diego Neria Lejárraga, seiner Partnerin und dem Papst fand in der Casa Santa Marta im Vatikan statt und dauerte etwa eine Stunde. Diego Neria fragte den Papst, „ob es heute, nach seiner Geschlechtsangleichung, irgendein Eckchen für ihn in der Kirche gebe“. Daraufhin umarmte ihn der Papst. Neria gab nur wenige Einzelheiten über das Treffen preis, aber er sagte später über den Papst: „Er ist die personifizierte Güte... In der Gegenwart von Papst Franziskus fühlt man sich geliebt, respektiert, umarmt. Ich bewunderte ihn vor dem Besuch, aber das war nichts im Vergleich zu der Verehrung, die ich jetzt für ihn empfinde“.
Neria bekam, nachdem Medienberichte über das Treffen erschienen waren, viele Nachrichten von mitfühlenden Mitmenschen. Auch seine persönliche Situation veränderte sich: das Mobbing in seiner Heimatstadt und -Gemeinde wurde weniger. Nach eigenen Worten habe er durch das Treffen mit dem Papst Frieden gefunden. Auf der anderen Seite bekam er eine öffentliche Aufmerksamkeit, insbesondere durch die internationalen Medien.

### Reaktionen
Die Nachricht von dem Treffen mit dem Papst ging durch die internationale Presse.
Der Vatikan und die spanischen Bischöfe gaben keinen offiziellen Kommentar zu dem Treffen ab, sondern verwiesen darauf, dass es sich dabei um eine Privatangelegenheit des Papstes handele.
Führende LGBT-Aktivisten in der katholischen Kirche äußerten sich gegenüber dem National Catholic Reporter sehr erfreut über das Treffen von Papst Franziskus mit Diego Neria. So sagte Francis DeBernardo, ausführender Direktor des New Ways Ministry: „Ich denke, dass das Treffen mit dem transgender Mann eine Geste nicht nur von pastoraler Fürsorge war, sondern von ehrlichem Interesse, etwas über Transgender-Erfahrungen aus erster Hand zu lernen.“  DeBernardo meldete jedoch gleichzeitig Bedenken an, das Treffen überzubewerten: „In diesem Moment würde ich nicht das Wort ‚Akzeptanz‘ verwenden, um die Haltung des Vatikans gegenüber der Transgender Gemeinschaft  zu beschreiben. Ich denke ‚Dialog‘ wäre ein besseres Wort. … Die Weigerung des Vatikans, das Treffen zu verifizieren, ist ein anderes Zeichen, warum ich nicht denke, dass man ihre Haltung schon als ‚Akzeptanz‘ bezeichnen kann.“
Jeannine Gramick, Mitbegründerin von New Ways Ministry äußerte in einer Stellungnahme gegenüber dem National Catholic Reporter: „Jorge Mario Bergoglios Verehrung der Maria, Löserin der Knoten, fand ihren Ausdruck in Papst Franziskus' Umarmung des Transgender-Spaniers... Dies war eine weltweite Umarmung, die zurückstrahlt auf Transgender-Menschen rund um den Globus.“
Sehr erfreut zeigte sich auch Volker Beck, zu dieser Zeit religionspolitischer Sprecher der Bundestagsfraktion Bündnis 90/Die Grünen, über die Nachricht von der Audienz des Papstes mit dem spanischen Transmann: „Ich begrüße diesen Schritt ausdrücklich“. Es sei an der Zeit, dass die katholische Kirche „im Sinne christlicher Nächstenliebe Transsexuellen, aber auch Lesben und Schwulen mit Respekt begegnet“.
Neria selbst erwartet keine großen Veränderungen „über Nacht“ in der offiziellen Haltung der Kirche zu Transsexualität, hält solche aber für möglich.
Papst Franziskus erklärte einige Monate später im Oktober 2016, Transmenschen dürften nicht ausgegrenzt werden, ihre Fälle seien differenziert zu betrachten, und sie sollten „… von den Gemeinden integriert, begleitet und ‚näher zu Gott‘ geführt werden.  … Genau das würde Jesus heutzutage tun.“ Der Vatikan gab auch zu dieser Äußerung des Papstes keine offizielle Stellungnahme ab.